# Vlado Yanevski
Vlado Yanevski (en idioma macedonio: Владо Јаневски) es un popular cantante normacedonio. En 1998 fue el primer representante oficial de su país en el Festival de la Canción de Eurovisión, finalizando en el 19º lugar con la canción "Ne zori, zoro".

## Biografía
Vlado Janevski nación un 27 de noviembre de 1960 en el Municipio de Čair en Skopie, lugar en donde aún vive. Estudió literatura inglesa en la Universidad de Skopje Ss. Cyril & Methodius. Habla inglés, alemán, italiano y ruso de forma fluida. Toca guitarra, piano y batería y fue miembro de distintas bandas populares como "Tost Sendvich" (1976), "Bon-Ton" (1986), "Fotomodel" (1989) y "Lastovica" (1992).
Como solista, ha participado en numerosos festivales tanto en Macedonia del Norte como en otras antiguas repúblicas yugoslavas. En 1992 participó en la preselección yugoslava Jugovizija en Belgrado (actual Serbia) y entre 1994 y 1996 fue parte del festival birelorruso "Slavjanski Bazar". En su natal Macedonia del Norte, ha participado en los festivales "Interfest" (donde obtuvo el primer lugar en 1994), "Makfest" (donde obtuvo el degundo lugar en 1994 y el primero en 1995) y el Skopje Fest en 1998, donde obtuvo la victoria y se convirtió en el primer representante oficial de Macedonia en el Festival de la Canción de Eurovisión.

## Discografía

### Álbumes
- Parče duša (1993)
- Se najdobro (1996)
- Daleku e neboto (1996)
- Ima nešto posilno od se (2002)
- Vakov ili takov (2004)
- Povtorno se zaljubuvam vo tebe (2006)

### Singles
- 1998: Ne zori, zoro
- 2001: Nekogas i negde
- 2002: Evergrin
- 2002: Srce preku neboto
- 2003: Ako ne te sakam
- 2006: Povtorno se zaljubuvam vo tebe